# Петровка (Усманський район)
Петровка (рос. Петровка) — село в Усманському районі Липецької області Російської Федерації.
Населення становить 131  особу. Належить до муніципального утворення Бреславська сільрада.

## Історія
З 13 червня 1934 до 1954 року у складі Воронезької області. Відтак входить до складу Липецької області.
Згідно із законом від 2 липня 2004 року №114-оз органом місцевого самоврядування є Бреславська сільрада.

## Населення
| 2010 | 2011 |
| ---- | ---- |
| 131  | →131 |